# فينتشنزو سارنو
فينتشنزو سارنو (بالإيطالية: Vincenzo Sarno)‏ هو لاعب كرة قدم إيطالي في مركز الوسط، ولد في 11 مارس 1988 في كازالنووفو دي نابولي في إيطاليا. لعب مع نادي بادوفا ونادي برو باتاريا ونادي بريشيا ونادي ريجينا ونادي فوجيا.

## وصلات خارجية
- فينتشنزو سارنو على موقع قاعدة بيانات كرة القدم.إي يو (الإنجليزية)
- فينتشنزو سارنو على موقع Soccerway.com (الإنجليزية)
- فينتشنزو سارنو على موقع عالم كرة القدم.نت (الإنجليزية)
- فينتشنزو سارنو على موقع GSA (الإنجليزية)